# 200 mètres masculin aux Jeux olympiques d'été de 1988 (athlétisme)
Navigation
Los Angeles 1984 Barcelone 1992
L'épreuve du 200 mètres masculin aux Jeux olympiques de 1988 s'est déroulée du 26 au 28 septembre 1988 au Stade olympique de Séoul, en Corée du Sud. Elle a été remportée par l'Américain Joe DeLoach.

## Médaillés
| Or          | Argent     | Bronze          |
| Joe DeLoach | Carl Lewis | Robson da Silva |

## Résultats

### Finale (28 septembre)
| Rang                                | Ligne | Athlète           | Nationalité     | Résultat | Notes |
| ----------------------------------- | ----- | ----------------- | --------------- | -------- | ----- |
| Médaille d'or, Jeux olympiques      | 6     | Joe DeLoach       | États-Unis      | 19 s 75  | OR    |
| Médaille d'argent, Jeux olympiques  | 3     | Carl Lewis        | États-Unis      | 19 s 79  |       |
| Médaille de bronze, Jeux olympiques | 4     | Robson da Silva   | Brésil          | 20 s 04  |       |
| 4                                   | 5     | Linford Christie  | Grande-Bretagne | 20 s 09  |       |
| 5                                   | 2     | Atlee Mahorn      | Canada          | 20 s 39  |       |
| 6                                   | 1     | Gilles Quénéhervé | France          | 20 s 40  |       |
| 7                                   | 8     | Michael Rosswess  | Grande-Bretagne | 20 s 51  |       |
| 8                                   | 7     | Bruno Marie-Rose  | France          | 20 s 58  |       |

### Demi-finales (28 septembre)

#### Série 1
| Rang | Ligne | Athlète           | Nationalité          | Résultat | Notes | Qual. |
| ---- | ----- | ----------------- | -------------------- | -------- | ----- | ----- |
| 1    | 4     | Carl Lewis        | États-Unis           | 20 s 23  |       | Q     |
| 2    | 3     | Robson da Silva   | Brésil               | 20 s 28  |       | Q     |
| 3    | 6     | Atlee Mahorn      | Canada               | 20 s 43  |       | Q     |
| 4    | 8     | Gilles Quénéhervé | France               | 20 s 54  |       | Q     |
| 5    | 2     | Stefano Tilli     | Italie               | 20 s 59  |       |       |
| 6    | 5     | Roy Martin        | États-Unis           | 20 s 62  |       |       |
| 7    | 1     | John Regis        | Grande-Bretagne      | 20 s 69  |       |       |
| 8    | 7     | Ralf Lübke        | Allemagne de l'Ouest | 21 s 23  |       |       |

#### Série 2
| Rang | Ligne | Athlète          | Nationalité     | Résultat | Notes | Qual. |
| ---- | ----- | ---------------- | --------------- | -------- | ----- | ----- |
| 1    | 6     | Joe DeLoach      | États-Unis      | 20 s 06  |       | Q     |
| 2    | 3     | Linford Christie | Grande-Bretagne | 20 s 33  |       | Q     |
| 3    | 5     | Bruno Marie-Rose | France          | 20 s 50  |       | Q     |
| 4    | 7     | Michael Rosswess | Grande-Bretagne | 20 s 51  |       | Q     |
| 5    | 4     | Cyprian Enweani  | Canada          | 20 s 57  |       |       |
| 6    | 8     | Olapade Adeniken | Nigéria         | 20 s 67  |       |       |
| 7    | 2     | Edgardo Guilbe   | Porto Rico      | 20 s 77  |       |       |
| 8    | 1     | Troy Douglas     | Bermudes        | 20 s 84  |       |       |

### Quarts de finale (26 septembre)

#### Série 1
| Rang | Ligne | Athlète              | Nationalité                 | Résultat | Notes | Qual. |
| ---- | ----- | -------------------- | --------------------------- | -------- | ----- | ----- |
| 1    | 6     | Carl Lewis           | États-Unis                  | 20 s 57  |       | Q     |
| 2    | 4     | John Regis           | Grande-Bretagne             | 20 s 61  |       | Q     |
| 3    | 5     | Cyprian Enweani      | Canada                      | 20 s 62  |       | Q     |
| 4    | 8     | Edgardo Guilbe       | Porto Rico                  | 20 s 73  |       | Q     |
| 5    | 3     | Kenji Yamauchi       | Japon                       | 20 s 94  |       |       |
| 6    | 2     | Jimmy Flemming       | Îles Vierges des États-Unis | 21 s 23  |       |       |
| 7    | 1     | Moustafa Kamel Salmi | Algérie                     | 21 s 26  |       |       |
| 8    | 7     | Ousmane Diarra       | Mali                        | 21 s 46  |       |       |

#### Série 2
| Rang | Ligne | Athlète          | Nationalité    | Résultat | Notes | Qual. |
| ---- | ----- | ---------------- | -------------- | -------- | ----- | ----- |
| 1    | 8     | Bruno Marie-Rose | France         | 20 s 48  |       | Q     |
| 2    | 3     | Roy Martin       | États-Unis     | 20 s 54  |       | Q     |
| 3    | 4     | Troy Douglas     | Bermudes       | 20 s 70  |       | Q     |
| 4    | 6     | Kennedy Ondiek   | Kenya          | 20 s 79  |       |       |
| 5    | 5     | Attila Kovács    | Hongrie        | 21 s 19  |       |       |
| 6    | 7     | Lee Shiunn-Long  | Taipei chinois | 21 s 34  |       |       |
| 7    | 1     | Harouna Pale     | Burkina Faso   | 21 s 35  |       |       |

#### Série 3
| Rang | Ligne | Athlète          | Nationalité          | Résultat | Notes | Qual. |
| ---- | ----- | ---------------- | -------------------- | -------- | ----- | ----- |
| 1    | 1     | Linford Christie | Grande-Bretagne      | 20 s 49  |       | Q     |
| 2    | 5     | Atlee Mahorn     | Canada               | 20 s 59  |       | Q     |
| 3    | 3     | Ralf Lübke       | Allemagne de l'Ouest | 20 s 80  |       | Q     |
| 4    | 8     | Luís Barroso     | Portugal             | 20 s 81  |       |       |
| 5    | 6     | Patrick Stevens  | Belgique             | 20 s 94  |       |       |
| 6    | 4     | John Myles-Mills | Ghana                | 20 s 95  |       |       |
| 7    | 2     | Andreas Berger   | Autriche             | 21 s 40  |       |       |
| 8    | 7     | Ibrahima Tamba   | Sénégal              | 21 s 93  |       |       |

#### Série 4
| Rang | Ligne | Athlète           | Nationalité          | Résultat | Notes | Qual. |
| ---- | ----- | ----------------- | -------------------- | -------- | ----- | ----- |
| 1    | 5     | Joe DeLoach       | États-Unis           | 20 s 56  |       | Q     |
| 2    | 6     | Gilles Quénéhervé | France               | 20 s 77  |       | Q     |
| 3    | 3     | Olapade Adeniken  | Nigéria              | 20 s 92  |       | Q     |
| 4    | 4     | Norbert Dobeleit  | Allemagne de l'Ouest | 20 s 98  |       |       |
| 5    | 2     | Mark Garner       | Australie            | 21 s 08  |       |       |
| 6    | 7     | Jang Jae-Geun     | Corée du Sud         | 21 s 35  |       |       |
| 7    | 8     | Li Feng           | Chine                | 21 s 38  |       |       |
| 8    | 1     | Oliver Daniels    | Liberia              | 22 s 25  |       |       |

#### Série 5
| Rang | Ligne | Athlète             | Nationalité     | Résultat | Notes | Qual. |
| ---- | ----- | ------------------- | --------------- | -------- | ----- | ----- |
| 1    | 1     | Robson da Silva     | Brésil          | 20 s 41  |       | Q     |
| 2    | 4     | Stefano Tilli       | Italie          | 20 s 67  |       | Q     |
| 3    | 5     | Michael Rosswess    | Grande-Bretagne | 20 s 74  |       | Q     |
| 4    | 3     | Daniel Sangouma     | France          | 20 s 81  |       |       |
| 5    | 6     | Clive Wright        | Jamaïque        | 20 s 87  |       |       |
| 6    | 8     | Isiaq Adeyanju      | Nigéria         | 21 s 01  |       |       |
| 7    | 2     | Courtney Brown      | Canada          | 21 s 18  |       |       |
| 8    | 7     | Samuel Nchinda-Kaya | Cameroun        | 21 s 39  |       |       |

### Séries (26 septembre)

#### Série 1
| Rang | Ligne | Athlète             | Nationalité         | Résultat | Notes | Qual. |
| ---- | ----- | ------------------- | ------------------- | -------- | ----- | ----- |
| 1    | 3     | Roy Martin          | États-Unis          | 20 s 65  |       | Q     |
| 2    | 4     | Michael Rosswess    | Grande-Bretagne     | 20 s 95  |       | Q     |
| 3    | 6     | Harouna Pale        | Burkina Faso        | 21 s 33  |       | Q     |
| 4    | 5     | Samuel Nchinda-Kaya | Cameroun            | 21 s 45  |       | Q     |
| 5    | 1     | Henri Ndinga        | République du Congo | 21 s 66  |       |       |
| 6    | 2     | Fabian Muyaba       | Zimbabwe            | 21 s 66  |       |       |
| 7    | 8     | Markus Büchel       | Liechtenstein       | 22 s 02  |       |       |
| 8    | 7     | Mohamed Shah Alam   | Bangladesh          | 22 s 52  |       |       |

#### Série 2
| Rang | Ligne | Athlète                   | Nationalité               | Résultat | Notes | Qual. |
| ---- | ----- | ------------------------- | ------------------------- | -------- | ----- | ----- |
| 1    | 8     | Gilles Quénéhervé         | France                    | 20 s 55  |       | Q     |
| 2    | 3     | Kenji Yamauchi            | Japon                     | 20 s 98  |       | Q     |
| 3    | 2     | Isiaq Adeyanju            | Nigéria                   | 21 s 10  |       | Q     |
| 4    | 1     | Jang Jae-Geun             | Corée du Sud              | 21 s 27  |       | Q     |
| 5    | 5     | Lee Shiunn-Long           | Taipei chinois            | 21 s 53  |       | Q     |
| 6    | 4     | Aouf Abdul Rahman Youssef | Irak                      | 21 s 88  |       |       |
| 7    | 6     | Takale Tuna               | Papouasie-Nouvelle-Guinée | 21 s 95  |       |       |
| 8    | 7     | Sahim Saleh Mehdi         | Yémen du Sud              | 22 s 95  |       |       |

#### Série 3
| Rang | Ligne | Athlète               | Nationalité          | Résultat | Notes | Qual. |
| ---- | ----- | --------------------- | -------------------- | -------- | ----- | ----- |
| 1    | 3     | Atlee Mahorn          | Canada               | 20 s 55  |       | Q     |
| 2    | 7     | Ralf Lübke            | Allemagne de l'Ouest | 20 s 81  |       | Q     |
| 3    | 5     | Oliver Daniels        | Liberia              | 21 s 59  |       | Q     |
| 4    | 4     | Leung Wing Kwong      | Hong Kong            | 21 s 69  |       |       |
| 5    | 6     | Sunday Olweny         | Ouganda              | 21 s 79  |       |       |
| 6    | 2     | Muhammad Afzal        | Pakistan             | 21 s 89  |       |       |
| 7    | 8     | Mohamed Fahd Al-Bishi | Arabie saoudite      | 22 s 09  |       |       |

#### Série 4
| Rang | Ligne | Athlète               | Nationalité     | Résultat | Notes | Qual. |
| ---- | ----- | --------------------- | --------------- | -------- | ----- | ----- |
| 1    | 7     | John Regis            | Grande-Bretagne | 20 s 90  |       | Q     |
| 2    | 6     | Clive Wright          | Jamaïque        | 20 s 94  |       | Q     |
| 3    | 2     | Ibrahima Tamba        | Sénégal         | 21 s 68  |       | Q     |
| 4    | 8     | Issa Alassane-Ousséni | Bénin           | 21 s 74  |       |       |
| 5    | 5     | Maloni Bole           | Fidji           | 22 s 44  |       |       |
| 6    | 4     | Claude Roumain        | Haïti           | 22 s 60  |       |       |

#### Série 5
| Rang | Ligne | Athlète        | Nationalité | Résultat | Notes | Qual. |
| ---- | ----- | -------------- | ----------- | -------- | ----- | ----- |
| 1    | 4     | Joe DeLoach    | États-Unis  | 20 s 98  |       | Q     |
| 2    | 8     | Mark Garner    | Australie   | 21 s 09  |       | Q     |
| 3    | 6     | Edgardo Guilbe | Porto Rico  | 21 s 09  |       | Q     |
| 4    | 2     | Andreas Berger | Autriche    | 21 s 29  |       | Q     |
| 5    | 5     | Henrico Atkins | Barbade     | 21 s 98  |       |       |
| 6    | 7     | Robert Loua    | Guinée      | 22 s 78  |       |       |

#### Série 6
| Rang | Ligne | Athlète                   | Nationalité                     | Résultat | Notes | Qual. |
| ---- | ----- | ------------------------- | ------------------------------- | -------- | ----- | ----- |
| 1    | 5     | Kennedy Ondiek            | Kenya                           | 20 s 79  |       | Q     |
| 2    | 1     | Troy Douglas              | Bermudes                        | 20 s 91  |       | Q     |
| 3    | 3     | Attila Kovács             | Hongrie                         | 20 s 98  |       | Q     |
| 4    | 2     | Pietro Mennea             | Italie                          | 21 s 10  |       | Q     |
| 5    | 4     | Lindel Hodge              | Îles Vierges britanniques       | 21 s 78  |       |       |
| 6    | 8     | Abdullah Salem Al-Khalidi | Oman                            | 21 s 82  |       |       |
| 7    | 7     | André François            | Saint-Vincent-et-les Grenadines | 21 s 88  |       |       |
| 8    | 6     | Ismail Asif Waheed        | Maldives                        | 23 s 17  |       |       |

#### Série 7
| Rang | Ligne | Athlète                | Nationalité     | Résultat | Notes | Qual. |
| ---- | ----- | ---------------------- | --------------- | -------- | ----- | ----- |
| 1    | 5     | Linford Christie       | Grande-Bretagne | 21 s 05  |       | Q     |
| 2    | 7     | Bruno Marie-Rose       | France          | 21 s 11  |       | Q     |
| 3    | 3     | Courtney Brown         | Canada          | 21 s 45  |       | Q     |
| 4    | 1     | Luís Cunha             | Portugal        | 21 s 72  |       |       |
| 5    | 4     | Carlos Bernardo Moreno | Chili           | 22 s 13  |       |       |
| 6    | 8     | Odiya Silweya          | Malawi          | 22 s 24  |       |       |
| 7    | 2     | Peauope Suli           | Tonga           | 22 s 49  |       |       |

#### Série 8
| Rang | Ligne | Athlète            | Nationalité          | Résultat | Notes | Qual. |
| ---- | ----- | ------------------ | -------------------- | -------- | ----- | ----- |
| 1    | 6     | Cyprian Enweani    | Canada               | 20 s 65  |       | Q     |
| 2    | 2     | Daniel Sangouma    | France               | 20 s 70  |       | Q     |
| 3    | 5     | Patrick Stevens    | Belgique             | 20 s 84  |       | Q     |
| 4    | 4     | Norbert Dobeleit   | Allemagne de l'Ouest | 20 s 86  |       | Q     |
| 5    | 8     | Li Feng            | Chine                | 21 s 33  |       | Q     |
| 6    | 7     | Ousmane Diarra     | Mali                 | 21 s 55  |       | Q     |
| 7    | 3     | Abdullah Ali Ahmed | Libye                | 22 s 11  |       |       |
| 8    | 1     | Nguyễn Ðình Minh   | Viêt Nam             | 22 s 65  |       |       |

#### Série 9
| Rang | Ligne | Athlète            | Nationalité                 | Résultat | Notes | Qual. |
| ---- | ----- | ------------------ | --------------------------- | -------- | ----- | ----- |
| 1    | 2     | Robson da Silva    | Brésil                      | 21 s 12  |       | Q     |
| 2    | 3     | Luís Barroso       | Portugal                    | 21 s 31  |       | Q     |
| 3    | 6     | Jimmy Flemming     | Îles Vierges des États-Unis | 21 s 33  |       | Q     |
| 4    | 4     | Alexandre Yougbare | Burkina Faso                | 22 s 14  |       |       |
| 5    | 5     | Gustavo Envela     | Guinée équatoriale          | 22 s 33  |       |       |
| 6    | 7     | Benny Kgarametso   | Botswana                    | 22 s 79  |       |       |
| 7    | 8     | Arménio Fernandes  | Angola                      |          | DQ    |       |

#### Série 10
| Rang | Ligne | Athlète              | Nationalité        | Résultat | Notes | Qual. |
| ---- | ----- | -------------------- | ------------------ | -------- | ----- | ----- |
| 1    | 3     | Stefano Tilli        | Italie             | 20 s 68  |       | Q     |
| 2    | 8     | Carl Lewis           | États-Unis         | 20 s 72  |       | Q     |
| 3    | 6     | Olapade Adeniken     | Nigéria            | 20 s 77  |       | Q     |
| 4    | 4     | John Myles-Mills     | Ghana              | 21 s 04  |       | Q     |
| 5    | 5     | Moustafa Kamel Salmi | Algérie            | 21 s 24  |       | Q     |
| 6    | 7     | Howard Lindsay       | Antigua-et-Barbuda | 21 s 78  |       |       |
| 7    | 2     | Jerry Jeremiah       | Vanuatu            | 22 s 01  |       |       |